# دينيس بيريز
دينيس بيريز (بالفرنسية: Denis Perez)‏ هو لاعب هوكي الجليد فرنسي، ولد في 25 أبريل 1965 في كاين في فرنسا.

## وصلات خارجية
- دينيس بيريز على موقع EliteProspects.com (الإنجليزية)
- دينيس بيريز على موقع Eurohockey.com (الإنجليزية)
- دينيس بيريز على موقع HockeyDB.com (الإنجليزية)
- دينيس بيريز على موقع أوليمبيديا (الإنجليزية)